# Амат-и-Хуньент, Мануэль де
Мануэль де Амат-и-де Хуньент Планелья Аймерик-и-де Санта-Пау (исп. Manuel De Amat y Junyent Planella Aymerich y Santa Pau, кат. Manuel d'Amat i de Junyent; 21 марта 1707, Барселона — 14 февраля 1782, Барселона) — испанский военный и колониальный чиновник. Губернатор Чили с 1755 по 1761, вице-король Перу с 1761 по 1776.

## Биография
Мануэль де Амат-и-де Хуньент родился в 1707 году близ Барселоны в аристократической каталонской семье.
На службу в армию Мануэль поступил в раннем возрасте, в 1719 году принимал участие в сражении против французов при Арагоне. Впоследствии он присоединился к Мальтийскому ордену, уехал на остров и прожил там около 4 лет. Затем он воевал в Африке и получил под своё командование драгунский полк.
Отличился в сражении у Битонто в Войне за польское наследство 25 мая 1734 года, а также в осаде Гаэты.

## Губернатор Чили
В 1755 году Мануэль де Амат-и-де Хуньент был послан в Америку на пост губернатора Чили. Основной его задачей на посту губернатора стало повышение обороноспособности страны: путешествуя по Чили, он отдавал распоряжения о создании укреплений, особенно в прибрежной зоне. Испанские власти справедливо опасались вторжения в свои колонии других европейских государств. Также укрепления возводились на границе с территориями народа мапуче, с которым колонисты часто конфликтовали, одной из задач нового губернатора были переговоры с этим народом. Также губернатор надеялся получить от этого народа гарантии безопасности коммуникаций между городами Консепсьон и Чилое, эти переговоры имели лишь частичный успех.
В Чили им были основаны города Талькамавида, Уальки и Насимьенто.
В Сантьяго он провёл важные административные реформы, а также старался улучшить инфраструктуру города, при нём началось строительство моста через реку Мапочо, а также рынка на площади Армас.
В 1757 году им была проведена реформа королевского университета. 12 октября 1758 года Мануэль де Амат-и-Хуньент основал первую полицию в Чили под названием «Драгуны Королевы» исп. Dragones de la Reina, в 1812 году полиция была переименована в «Драгуны Чили».
После того как он покинул свой пост, ему пришлось подвергнуться судебному расследованию (обычная процедура в то время в отношении колониальных чиновников, оставивших должность, так называемая «juicio de residencia»). Вердикт был в пользу Мануэля де Амата-и-Хуньента.

## Вице-король Перу
12 октября 1761 года Мануэль де Амат-и-де Хуньент был назначен на пост вице-короля Перу.
В его правление, в 1774 году, была достроена Крепость короля Филиппа в Кальяо.
В сентябре 1767 года, в соответствии с королевским указом о высылке иезуитов из колоний, он закрыл все миссии иезуитов в Перу.
При нём был основан королевский колледж Сан-Карлос. При нём в Перу была также построена первая в Перу арена для боя быков, первая коррида состоялась 22 февраля 1762 года.
После открытий новых территорий, совершённых капитаном Куком в Тихом океане, испанцы опасались создания сильного форпоста Британии возле своих колоний. Дон Мануэль справедливо полагал, что британцы могут напасть на Перу и организовал экспедицию под командованием Доминго де Бонечеа. Экспедиция прибыла к острову Таити уже после того, как там побывал Кук, но они исследовали другие острова, не открытые Куком. В последующих экспедициях, организованных вице-королём, де Боначеа открыл большинство островов современной Французской Полинезии.
Он также организовал контролирующие коммерцию органы и первую таможню в порту Кальяо.
Пост вице-короля Перу покинул 17 июля 1776 года и вернулся в Барселону 22 октября 1777.
Мануэль де Амат-и-де Хуньент был женат на Марии Франсиске де Февальер, детей у них не было.
Скончался в Барселоне в 14 февраля 1782 года в возрасте 74 лет.